# Крубинс
Крубинс (ирл. crúibíní, англ. crubeens) (название происходит от ирландского слова crúb - копыто) — свиные ножки — традиционное ирландское блюдо. Своего рода фастфуд и популярная закуска в барах в XIX—XX вв. К середине XX века простая, традиционная еда стала вытесняться новыми и экзотическими блюдами, но в начале XXI века крубинс опять стали популярным блюдом, особенно на юге Ирландии. К свиным ножкам в Ирландии обычно подают содовый хлеб и крепкое пиво Гиннесс или Бимиш, популярное на юге. Крубинс обычно едят руками.